# Verein für Leibesübungen Wolfsburg 1999-2000
Questa voce raccoglie le informazioni riguardanti il Verein für Leibesübungen Wolfsburg nelle competizioni ufficiali della stagione 1999-2000.

## Stagione
Nella stagione 1999-2000 il Wolfsburg, allenato da Wolfgang Wolf, concluse il campionato di Bundesliga al 7º posto. In Coppa di Germania il Wolfsburg fu eliminato agli ottavi di finale dal Bochum. In Coppa UEFA il Wolfsburg fu eliminato al terzo turno dall'Atlético Madrid.

## Rosa
| N. |                      | Ruolo | Calciatore         |
| -- | -------------------- | ----- | ------------------ |
| 1  | Germania (bandiera)  | P     | Claus Reitmaier    |
| 2  | Germania (bandiera)  | C     | Frank Greiner      |
| 4  | Germania (bandiera)  | C     | Nico Däbritz       |
| 5  | Scozia (bandiera)    | D     | Brian O'Neil       |
| 6  | Danimarca (bandiera) | D     | Claus Thomsen      |
| 7  | Germania (bandiera)  | C     | Patrick Weiser     |
| 8  | Germania (bandiera)  | D     | Holger Ballwanz    |
| 9  | Polonia (bandiera)   | A     | Andrzej Juskowiak  |
| 10 | Polonia (bandiera)   | C     | Krzysztof Nowak    |
| 12 | Polonia (bandiera)   | D     | Waldemar Kryger    |
| 13 | Croazia (bandiera)   | D     | Marino Biliškov    |
| 14 | Romania (bandiera)   | C     | Dorinel Munteanu   |
| 15 | Germania (bandiera)  | D     | Peter Kleeschätzky |
| 16 | Germania (bandiera)  | A     | Vitus Nagorny      |

| N. |                         | Ruolo | Calciatore         |
| -- | ----------------------- | ----- | ------------------ |
| 17 | Germania (bandiera)     | A     | Jürgen Rische      |
| 18 | Germania (bandiera)     | C     | Detlev Dammeier    |
| 19 | Nigeria (bandiera)      | A     | Jonathan Akpoborie |
| 20 | Germania (bandiera)     | A     | Markus Feldhoff    |
| 21 | Germania (bandiera)     | A     | Christian Wück     |
| 22 | Germania (bandiera)     | P     | Holger Hiemann     |
| 23 | Germania (bandiera)     | D     | Jan Schanda        |
| 24 | Ghana (bandiera)        | C     | Charles Akonnor    |
| 25 | RD del Congo (bandiera) | A     | Jéan-Kasongo Banza |
| 26 | Germania (bandiera)     | C     | Zoltán Sebescen    |
| 28 | Germania (bandiera)     | D     | Thomas Hengen      |
| 29 | Germania (bandiera)     | C     | Gerald Schröder    |
| 30 | Germania (bandiera)     | P     | Guido Koltermann   |
| 33 | Germania (bandiera)     | D     | Marcel Maltritz    |

## Organigramma societario
Area tecnica
- Allenatore: Wolfgang Wolf
- Allenatore in seconda: Alfons Higl
- Preparatore dei portieri: Jörg Hoßbach
- Preparatori atletici: Manfred Kroß

## Calciomercato

### Sessione estiva
| Acquisti | Acquisti           | Acquisti            | Acquisti |
| R.       | Nome               | da                  | Modalità |
| -------- | ------------------ | ------------------- | -------- |
| A        | Jonathan Akpoborie | Stoccarda           |          |
| A        | Jéan-Kasongo Banza | Sfaxien             |          |
| D        | Marino Biliškov    | Hajduk Spalato      |          |
| C        | Christian Brand    | Werder Brema        |          |
| A        | Markus Feldhoff    | Borussia M'gladbach |          |
| C        | Dorinel Munteanu   | Colonia             |          |
| C        | Zoltán Sebescen    | Kickers Stoccarda   |          |
| C        | Patrick Weiser     | Rennes              |          |
| A        | Christian Wück     | Karlsruhe           |          |

| Cessioni | Cessioni            | Cessioni               | Cessioni |
| R.       | Nome                | a                      | Modalità |
| -------- | ------------------- | ---------------------- | -------- |
| A        | André Breitenreiter | Unterhaching           |          |
| C        | Christian Brand     | Hansa Rostock          |          |
| A        | Steffen Baumgart    | Hansa Rostock          |          |
| C        | Sead Kapetanović    | Borussia Dortmund      |          |
| D        | Marijan Kovačević   | Duisburg               |          |
| A        | Roy Präger          | Amburgo                |          |
| P        | Uwe Zimmermann      | Eintracht Braunschweig |          |

### Sessione invernale
| Acquisti | Acquisti      | Acquisti       | Acquisti |
| R.       | Nome          | da             | Modalità |
| -------- | ------------- | -------------- | -------- |
| D        | Thomas Hengen | Beşiktaş       |          |
| A        | Jürgen Rische | Kaiserslautern |          |

| Cessioni | Cessioni | Cessioni | Cessioni |
| R.       | Nome     | a        | Modalità |
| -------- | -------- | -------- | -------- |

## Risultati

### Bundesliga

#### Girone di andata
| Arbitro: | Fandel |

|                     |           |                    |
| Banza 75’ Nowak 89’ | Marcatori | 17’ (aut.) Thomsen |

| Arbitro: | Stark |

|                             |           |               |
| Reina 77’ Möller 82’ (rig.) | Marcatori | 69’ Akpoborie |

| Arbitro: | Steinborn |

|                      |           |  |
| Weiser 11’ Nowak 43’ | Marcatori |  |

| Bielefeld 10 settembre 1999, ore 20:00 CEST 4ª giornata | Arminia Bielefeld | 0 – 0 referto | Wolfsburg | Bielefelder Alm (24 092 spett.)\| Arbitro: \| Wack \| |
| Arbitro:                                                | Wack              |               |           |                                                       |

| Arbitro: | Albrecht |

|                            |           |                                                     |
| Juskowiak 4’ Akpoborie 37’ | Marcatori | 25’, 40’, 89’ Bode 42’ Ailton 46’, 71’, 83’ Pizarro |

| Arbitro: | Heynemann |

|                  |           |                    |
| Cardoso 10’, 56’ | Marcatori | 12’, 65’ Akpoborie |

| Arbitro: | Krug |

|                                          |           |              |
| Akpoborie 35’ Sebescen 47’ Juskowiak 55’ | Marcatori | 81’ Beinlich |

| Arbitro: | Berg |

|             |           |               |
| Straube 50’ | Marcatori | 71’ Akpoborie |

| Arbitro: | Keßler |

|               |           |  |
| Akpoborie 49’ | Marcatori |  |

| Arbitro: | Jansen |

|                                                  |           |  |
| Élber 11’, 26’, 78’ Santa Cruz 15’ Wiesinger 89’ | Marcatori |  |

| Arbitro: | Fleischer |

|  |           |                      |
|  | Marcatori | 38’ Gerber 90’ Hosny |

| Arbitro: | Fröhlich |

|          |           |           |
| Sand 17’ | Marcatori | 19’ Nowak |

| Arbitro: | Aust |

|                         |           |                                  |
| Feldhoff 12’ O'Neil 22’ | Marcatori | 45’ Preetz 51’ Wosz 52’ Michalke |

| Arbitro: | Wack |

|                                  |           |                                 |
| Hristov 33’ Djorkaeff 67’ (rig.) | Marcatori | 58’ (rig.) Akonnor 65’ Ballwanz |

| Arbitro: | Koop |

|              |           |  |
| Biliškov 56’ | Marcatori |  |

| Arbitro: | Sippel |

|              |           |                  |
| Biliškov 62’ | Marcatori | 37’, 48’ de Haar |

| Arbitro: | Stark |

|             |           |               |
| Sellimi 48’ | Marcatori | 19’ Juskowiak |

#### Girone di ritorno
| Arbitro: | Steinborn |

|             |           |                    |
| Winkler 40’ | Marcatori | 10’, 78’ Juskowiak |

| Arbitro: | Kemmling |

|            |           |  |
| Rische 44’ | Marcatori |  |

| Arbitro: | Albrecht |

|           |           |              |
| Brand 24’ | Marcatori | 66’ Sebescen |

| Arbitro: | Jansen |

|                            |           |  |
| Munteanu 35’ Juskowiak 68’ | Marcatori |  |

| Arbitro: | Fleischer |

|                       |           |                        |
| Trares 6’ Pizarro 83’ | Marcatori | 2’ Munteanu 63’ Hengen |

| Arbitro: | Stark |

|                                   |           |                                     |
| Sebescen 43’, 54’, 59’ Rische 75’ | Marcatori | 9’, 41’ Mahdavikia 21’, 53’ Cardoso |

| Arbitro: | Wack |

|                                            |           |               |
| Kirsten 23’, 51’ Živković 73’ Beinlich 90’ | Marcatori | 62’ Juskowiak |

| Arbitro: | Heynemann |

|                            |           |                          |
| Feldhoff 40’ Akpoborie 88’ | Marcatori | 54’ Zimmermann 56’ Haber |

| Arbitro: | Merk |

|                            |           |                                          |
| Drsek 28’ Zeyer 76’ (rig.) | Marcatori | 62’ Akpoborie 82’ Juskowiak 84’ Munteanu |

| Arbitro: | Steinborn |

|               |           |             |
| Juskowiak 60’ | Marcatori | 28’ Jancker |

| Arbitro: | Fandel |

|                   |           |                                                    |
| Kuka 8’ Soldo 30’ | Marcatori | 10’, 67’, 84’ Akpoborie 22’ Juskowiak 90’ Sebescen |

| Wolfsburg 11 aprile 2000, ore 20:00 CEST 29ª giornata | Wolfsburg | 0 – 0 referto | Schalke 04 | VfL-Stadion am Elsterweg (18 008 spett.)\| Arbitro: \| Wagner \| |
| Arbitro:                                              | Wagner    |               |            |                                                                  |

| Berlino 14 aprile 2000, ore 20:00 CEST 30ª giornata | Hertha Berlino | 0 – 0 referto | Wolfsburg | Stadio Olimpico (38 202 spett.)\| Arbitro: \| Berg \| |
| Arbitro:                                            | Berg           |               |           |                                                       |

| Arbitro: | Fröhlich |

|                                 |           |                                      |
| Banza 64’ Rische 69’ Kryger 76’ | Marcatori | 22’ Pettersson 39’ (rig.) Schjønberg |

| Arbitro: | Krug |

|                                     |           |  |
| Salou 8’ Gebhardt 16’ Yang 76’, 79’ | Marcatori |  |

| Arbitro: | Jansen |

|                        |           |  |
| Zdrilić 9’ de Haar 87’ | Marcatori |  |

| Arbitro: | Albrecht |

|                          |           |           |
| Rische 39’ Juskowiak 82’ | Marcatori | 87’ Zeyer |

### Coppa di Germania
| Arbitro: | Aust |

|                               |           |                                             |
| Mehlhorn 24’ (rig.) Skela 86’ | Marcatori | 38’ Nowak 45’ (aut.) Laudeley 57’ Juskowiak |

| Arbitro: | Wagner |

|                                                    |           |                                                  |
| Weber 41’, 43’ Peschel 47’ (rig.) Baştürk 58’, 90’ | Marcatori | 28’ Feldhoff 40’ Thomsen 55’, 84’ (rig.) Akonnor |

### Coppa UEFA
| Arbitro: | Vuorela |

|                           |           |  |
| Akonnor 61’ Juskowiak 87’ | Marcatori |  |

| Arbitro: | Rowbotham |

|               |           |               |
| Sabo 54’, 90’ | Marcatori | 25’ Akpoborie |

| Kerkrade 21 ottobre 1999, ore CEST Secondo turno | Roda JC | 0 – 0 referto | Wolfsburg | Sportpark Kaalheide (7 700 spett.)\| Arbitro: \| Ivanov \| |
| Arbitro:                                         | Ivanov  |               |           |                                                            |

| Arbitro: | Bikas |

|             |           |  |
| Akonnor 87’ | Marcatori |  |

| Arbitro: | Huyghe |

|                                  |           |                                  |
| Juskowiak 21’ Akonnor 83’ (rig.) | Marcatori | 6’, 58’ Aguilera 37’ Hasselbaink |

| Arbitro: | Irvine |

|                           |           |                    |
| Hasselbaink 4’ Correa 86’ | Marcatori | 56’ (rig.) Akonnor |

## Statistiche

### Statistiche di squadra
| Competizione      | Punti | In casa | In casa | In casa | In casa | In casa | In casa | In trasferta | In trasferta | In trasferta | In trasferta | In trasferta | In trasferta | Totale | Totale | Totale | Totale | Totale | Totale | DR |
| Competizione      | Punti | G       | V       | N       | P       | Gf      | Gs      | G            | V            | N            | P            | Gf           | Gs           | G      | V      | N      | P      | Gf     | Gs     | DR |
| ----------------- | ----- | ------- | ------- | ------- | ------- | ------- | ------- | ------------ | ------------ | ------------ | ------------ | ------------ | ------------ | ------ | ------ | ------ | ------ | ------ | ------ | -- |
| Bundesliga        | 49    | 17      | 9       | 4       | 4       | 29      | 26      | 17           | 3            | 9            | 5            | 22           | 32           | 34     | 12     | 13     | 9      | 51     | 58     | -7 |
| Coppa di Germania | -     | 0       | 0       | 0       | 0       | 0       | 0       | 2            | 1            | 0            | 1            | 7            | 7            | 2      | 1      | 0      | 1      | 7      | 7      | 0  |
| Coppa UEFA        | -     | 3       | 2       | 0       | 1       | 5       | 3       | 3            | 0            | 1            | 2            | 2            | 4            | 6      | 2      | 1      | 3      | 7      | 7      | 0  |
| Totale            | 49    | 20      | 11      | 4       | 5       | 34      | 29      | 22           | 4            | 10           | 8            | 31           | 43           | 42     | 15     | 14     | 13     | 65     | 72     | -7 |

### Andamento in campionato
| Giornata  | 1 | 2 | 3 | 4 | 5 | 6 | 7 | 8 | 9 | 10 | 11 | 12 | 13 | 14 | 15 | 16 | 17 | 18 | 19 | 20 | 21 | 22 | 23 | 24 | 25 | 26 | 27 | 28 | 29 | 30 | 31 | 32 | 33 | 34 |
| --------- | - | - | - | - | - | - | - | - | - | -- | -- | -- | -- | -- | -- | -- | -- | -- | -- | -- | -- | -- | -- | -- | -- | -- | -- | -- | -- | -- | -- | -- | -- | -- |
| Luogo     | C | T | C | T | C | T | C | T | C | T  | C  | T  | C  | T  | C  | C  | T  | T  | C  | T  | C  | T  | C  | T  | C  | T  | C  | T  | C  | T  | C  | T  | T  | C  |
| Risultato | V | P | V | N | P | N | V | N | V | P  | P  | N  | P  | N  | V  | P  | N  | V  | V  | N  | V  | N  | N  | P  | N  | V  | N  | V  | N  | N  | V  | P  | P  | V  |
| Posizione | 2 | 7 | 3 | 3 | 7 | 8 | 6 | 6 | 5 | 8  | 10 | 10 | 11 | 13 | 10 | 12 | 10 | 10 | 9  | 8  | 7  | 7  | 8  | 9  | 8  | 7  | 9  | 8  | 8  | 8  | 6  | 7  | 9  | 7  |

Legenda:

Luogo: C = Casa; T = Trasferta. Risultato: V = Vittoria; N = Pareggio; P = Sconfitta.

### Statistiche dei giocatori
| Giocatore        | Bundesliga | Bundesliga | Bundesliga  | Bundesliga | Coppa di Germania | Coppa di Germania | Coppa di Germania | Coppa di Germania | Coppa UEFA | Coppa UEFA | Coppa UEFA  | Coppa UEFA | Totale   | Totale | Totale      | Totale     |
| Giocatore        | Presenze   | Reti       | Ammonizioni | Espulsioni | Presenze          | Reti              | Ammonizioni       | Espulsioni        | Presenze   | Reti       | Ammonizioni | Espulsioni | Presenze | Reti   | Ammonizioni | Espulsioni |
| ---------------- | ---------- | ---------- | ----------- | ---------- | ----------------- | ----------------- | ----------------- | ----------------- | ---------- | ---------- | ----------- | ---------- | -------- | ------ | ----------- | ---------- |
| C. Akonnor       | 25         | 1          | 4           | 0          | 1                 | 2                 | 0                 | 0                 | 4          | 4          | 1           | 0          | 30       | 7      | 5           | 0          |
| J. Akpoborie     | 19         | 12         | 5           | 1          | 0                 | 0                 | 0                 | 0                 | 4          | 1          | 1           | 0          | 23       | 13     | 6           | 1          |
| H. Ballwanz      | 16         | 1          | 6           | 0          | 0                 | 0                 | 0                 | 0                 | 4          | 0          | 1           | 0          | 20       | 1      | 7           | 0          |
| J. Banza         | 11         | 2          | 3           | 0          | 2                 | 0                 | 1                 | 0                 | 4          | 0          | 0           | 0          | 17       | 2      | 4           | 0          |
| S. Baumgart      | 1          | 0          | 0           | 0          | 0                 | 0                 | 0                 | 0                 | 1          | 0          | 0           | 0          | 2        | 0      | 0           | 0          |
| M. Biliškov      | 20         | 2          | 2           | 0          | 1                 | 0                 | 0                 | 0                 | 1          | 0          | 0           | 0          | 22       | 2      | 2           | 0          |
| C. Brand         | 1          | 0          | 0           | 0          | 0                 | 0                 | 0                 | 0                 | 1          | 0          | 0           | 0          | 2        | 0      | 0           | 0          |
| A. Breitenreiter | 1          | 0          | 0           | 0          | 0                 | 0                 | 0                 | 0                 | 0          | 0          | 0           | 0          | 1        | 0      | 0           | 0          |
| D. Dammeier      | 16         | 0          | 2           | 0          | 2                 | 0                 | 0                 | 0                 | 4          | 0          | 0           | 0          | 22       | 0      | 2           | 0          |
| N. Däbritz       | 11         | 0          | 1           | 0          | 1                 | 0                 | 0                 | 0                 | 0          | 0          | 0           | 0          | 12       | 0      | 1           | 0          |
| M. Feldhoff      | 18         | 2          | 2           | 0          | 2                 | 1                 | 0                 | 0                 | 2          | 0          | 0           | 0          | 22       | 3      | 2           | 0          |
| F. Greiner       | 29         | 0          | 10          | 0          | 2                 | 0                 | 1                 | 0                 | 5          | 0          | 2           | 0          | 36       | 0      | 13          | 0          |
| T. Hengen        | 8          | 1          | 0           | 0          | 0                 | 0                 | 0                 | 0                 | 0          | 0          | 0           | 0          | 8        | 1      | 0           | 0          |
| H. Hiemann       | 0          | 0          | 0           | 0          | 0                 | 0                 | 0                 | 0                 | 0          | 0          | 0           | 0          | 0        | 0      | 0           | 0          |
| A. Juskowiak     | 32         | 11         | 1           | 0          | 2                 | 1                 | 0                 | 0                 | 6          | 2          | 0           | 0          | 40       | 14     | 1           | 0          |
| P. Kleeschätzky  | 0          | 0          | 0           | 0          | 0                 | 0                 | 0                 | 0                 | 0          | 0          | 0           | 0          | 0        | 0      | 0           | 0          |
| G. Koltermann    | 0          | 0          | 0           | 0          | 0                 | 0                 | 0                 | 0                 | 0          | 0          | 0           | 0          | 0        | 0      | 0           | 0          |
| W. Kryger        | 31         | 1          | 5           | 0          | 2                 | 0                 | 0                 | 0                 | 4          | 0          | 0           | 0          | 37       | 1      | 5           | 0          |
| M. Maltritz      | 23         | 0          | 3           | 0          | 2                 | 0                 | 1                 | 0                 | 4          | 0          | 0           | 0          | 29       | 0      | 4           | 0          |
| D. Munteanu      | 22         | 3          | 6           | 0          | 1                 | 0                 | 0                 | 0                 | 3          | 0          | 0           | 0          | 26       | 3      | 6           | 0          |
| V. Nagorny       | 1          | 0          | 0           | 0          | 0                 | 0                 | 0                 | 0                 | 0          | 0          | 0           | 0          | 1        | 0      | 0           | 0          |
| K. Nowak         | 33         | 3          | 3           | 0          | 2                 | 1                 | 0                 | 0                 | 5          | 0          | 1           | 0          | 40       | 4      | 4           | 0          |
| B. O'Neil        | 16         | 1          | 4           | 0          | 1                 | 0                 | 0                 | 0                 | 5          | 0          | 1           | 0          | 22       | 1      | 5           | 0          |
| C. Reitmaier     | 34         | 0          | 0           | 0          | 2                 | 0                 | 0                 | 0                 | 6          | 0          | 0           | 0          | 42       | 0      | 0           | 0          |
| J. Rische        | 11         | 4          | 0           | 0          | 0                 | 0                 | 0                 | 0                 | 0          | 0          | 0           | 0          | 11       | 4      | 0           | 0          |
| J. Schanda       | 0          | 0          | 0           | 0          | 0                 | 0                 | 0                 | 0                 | 0          | 0          | 0           | 0          | 0        | 0      | 0           | 0          |
| G. Schröder      | 1          | 0          | 0           | 0          | 0                 | 0                 | 0                 | 0                 | 0          | 0          | 0           | 0          | 1        | 0      | 0           | 0          |
| Z. Sebescen      | 17         | 6          | 2           | 0          | 1                 | 0                 | 1                 | 0                 | 4          | 0          | 0           | 0          | 22       | 6      | 3           | 0          |
| C. Thomsen       | 24         | 0          | 7           | 0          | 2                 | 1                 | 0                 | 0                 | 6          | 0          | 0           | 0          | 32       | 1      | 7           | 0          |
| P. Weiser        | 33         | 1          | 0           | 0          | 1                 | 0                 | 0                 | 0                 | 5          | 0          | 1           | 0          | 39       | 1      | 1           | 0          |
| C. Wück          | 14         | 0          | 4           | 0          | 1                 | 0                 | 1                 | 0                 | 4          | 0          | 0           | 0          | 19       | 0      | 5           | 0          |